# ABN Amro World Tennis Tournament 2021
ABN Amro World Tennis Tournament 2021, stiliserat som ABN AMRO World Tennis Tournament 2021, var den 48:e upplagan av Rotterdam Open, en tennisturnering i Rotterdam, Nederländerna. Turneringen var en del av 500 Series på ATP-touren 2021 och spelades inomhus på hard court mellan den 1–7 mars 2021.

## Mästare

### Singel
- Andrej Rubljov besegrade  Márton Fucsovics, 7–6(7–4), 6–4

### Dubbel
- Nikola Mektić /  Mate Pavić besegrade  Kevin Krawietz /  Horia Tecău, 7–6(9–7), 6–2